# Caso modal
En lingüística , el caso modal ( abreviado mod ) es un caso gramatical utilizado para expresar habilidad, intención, necesidad, obligación, permiso, posibilidad, etc. Ocupa el lugar de los verbos modales del idioma inglés como can, might, will, might, may. .
Este caso sólo se utiliza en las lenguas Kayardild y Lardil , dos de las lenguas Tángkicas del norte de Australia .